# Trish Coren
Trish Coren (* in Colorado) ist eine ehemalige US-amerikanische Schauspielerin.

## Leben
Coren wurde im US-Bundesstaat Colorado geboren. 2003 machte sie ihren Schulabschluss an der Fruita Monument High School in Fruita. Noch im selben Jahr gab sie in einer Episodenrolle in der Fernsehserie Cold Case – Kein Opfer ist je vergessen ihr Schauspieldebüt. 2004 spielte sie im Kurzfilm Dukes Up mit. 2005 verkörperte sie die weibliche Hauptrolle der Jessie Holden im Horrorfilm Scream and Run. 2007 stellte sie im Horrorfilm Headless Horseman – Der kopflose Reiter die größere Rolle der Lizzie dar. Es folgten über die Jahre Episodenrollen in den Fernsehserien Ghost Whisperer – Stimmen aus dem Jenseits und Harry’s Law. 2013 wirkte sie in den Filmproduktionen Hänsel und Gretel und Sharknado – Genug gesagt! des Filmstudios The Asylum mit. Zuletzt war sie 2014 im Kurzfilm On the Cover als Schauspielerin zu sehen.

## Filmografie (Auswahl)
- 2003: Cold Case – Kein Opfer ist je vergessen (Cold Case, Fernsehserie, Episode 1x10)
- 2004: Dukes Up (Kurzfilm)
- 2005: Scream and Run (Boo)
- 2005: It’s Always Sunny in Philadelphia (Fernsehserie, Episode 1x03)
- 2006: The Graveyard
- 2006: Gettin’ It
- 2007: Headless Horseman – Der kopflose Reiter (Headless Horseman)
- 2009: Ghost Whisperer – Stimmen aus dem Jenseits (Ghost Whisperer, Fernsehserie, Episode 4x15)
- 2010: Para-Homeless Activity (Kurzfilm)
- 2012: Harry’s Law (Fernsehserie, Episode 2x14)
- 2012: It’s My Birthday (Kurzfilm)
- 2013: Hänsel und Gretel (Hansel & Gretel)
- 2013: Sharknado – Genug gesagt! (Sharknado, Fernsehfilm)
- 2014: On the Cover (Kurzfilm)